# Circassische genocide

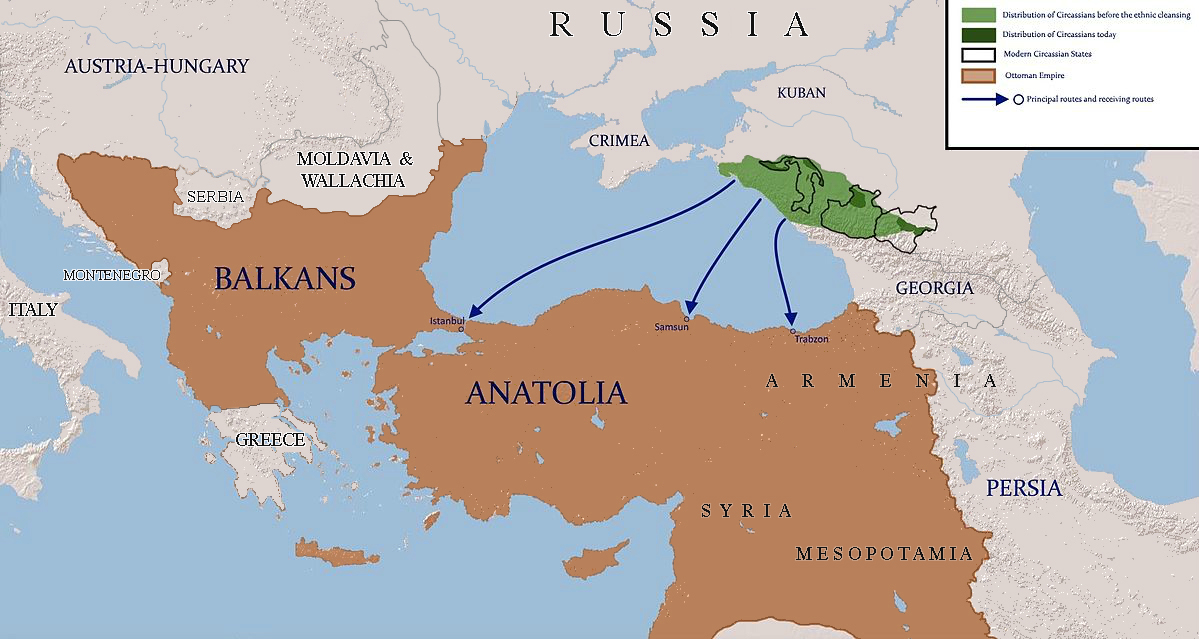
De herhuisvesting in het Ottomaanse Rijk.

De Circassische genocide was de etnische zuivering en deportatie van, en de systematische massamoord op, naar schatting tussen de 1 en 1,5 miljoen Circassiërs tussen 1864 en 1867 in het Russische Rijk.

## Verloop
De slachtoffers van de massamoord en verdrijving waren de oorspronkelijke inwoners van Circassië, het gebied dat ruwweg overeenkomt met de noordoostkust van de Zwarte Zee. De etnische zuivering van hun land kwam op gang aan het eind van de Kaukasusoorlog (1817-1864) en was rond 1867 voltooid. De slachtoffers waren voornamelijk Adygeeërs, maar ook de Abazijnen, Abchaziërs, Oebychen, Osseten en Tsjetsjenen werden geviseerd. Daarnaast werden in geringere mate ook Avaren en Ingoesjen getroffen.
Schattingen over het aantal slachtoffers van de Circassische genocide lopen uiteen van 800.000 tot 1,5 miljoen. Het merendeel van de Circassiërs werd gedeporteerd. De slachtoffers werden opgepakt door het Russische Leger en uit hun dorpen verjaagd naar de havens aan de Zwarte Zee. Daar wachtten ze op schepen die ter beschikking waren gesteld door het naburige Ottomaanse Rijk. De bedoeling van het Russische Leger was om de Circassiërs te verdrijven van hun grond. Er stierven ook veel Circassiërs aan epidemieën, op de vlucht of tijdens de overtocht naar het Ottomaanse Rijk. Een klein percentage van de slachtoffers stemde in met een herhuisvesting binnen het Russische Rijk. Tijdens dezelfde tijd trokken ook andere Kaukasische moslims naar het Ottomaanse Rijk en Perzië.
Er is tot op heden een Circassische diaspora in Turkije, Irak, Syrië, Jordanië en Israël. Tot dusver is Georgië het enige land dat de gebeurtenissen officieel erkent als genocide. Rusland beschouwt de feiten als de landverhuizing van "onontwikkelde volkeren".